# Anagyrin
Anagyrin (auch Monolupin oder Rhombinin) ist ein tetracyclisches Chinolizidin-Alkaloid aus Lupinen-Gewächsen. Durch seine teratogene Wirkung verursacht es Probleme in der Viehwirtschaft. Das 11-Epimer heißt Thermopsin.

## Vorkommen

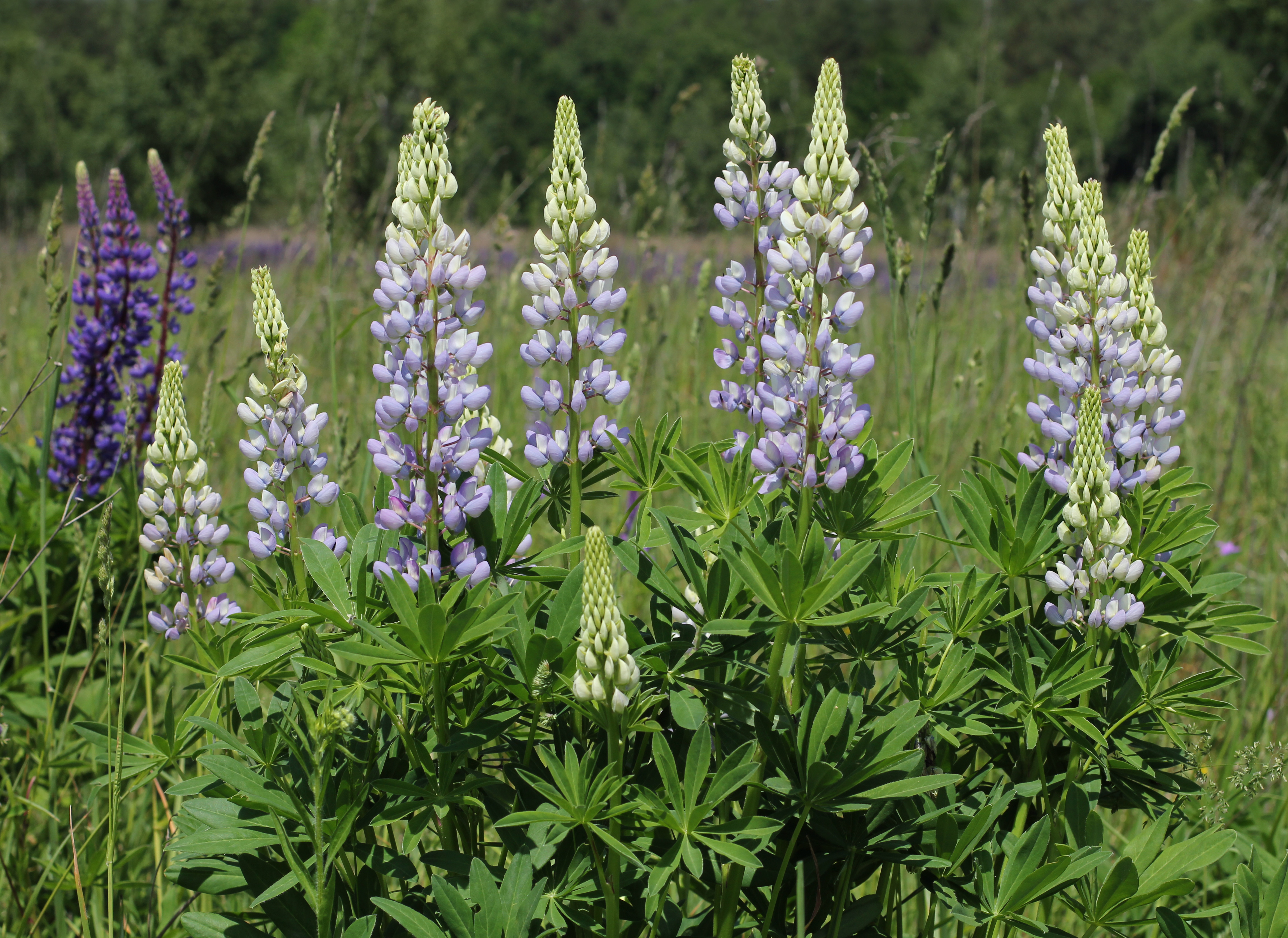
Vielblättrige Lupine

Anagyrin kommt in mindestens 18 Arten von Lupinen vor, darunter Lupinus caudatus, Lupinus leucophyllus, Lupinus argenteus und der Vielblättrigen Lupine (Lupinus polyphyllus). In den meisten Arten ist der Anteil des Anagyrins am Gesamt-Alkaloidgehalt eher gering und den Hauptteil machen andere Alkaloide wie Spartein, Lupinin und Lupanin aus. In Lupinus caudatus ist Anagyrin hingegen das prozentual wichtigste Alkaloid.

## Synthese
Verschiedene Synthesen für Anagyrin wurden beschrieben.

## Toxikologie
Anagyrin ist für Kühe teratogen. Nehmen diese zwischen dem 40. und 70. Tag der Trächtigkeit pflanzliche Nahrung mit einem erhöhten Gehalt an Anagyrin zu sich, führt das oft zu Fehlbildungen der Kälber. Dabei ist insbesondere das Skelett betroffen, zum Beispiel können Skoliose oder Torticollis auftreten. In Studien mit Schafen und Ziegen traten keine vergleichbaren Effekte auf. Es wurde gezeigt, dass Anagyrin stark an Muskarinrezeptoren bindet.